# .arpa
.arpa je speciální doména nejvyššího řádu používaná výhradně pro vnitřní potřeby internetové infrastruktury.
Původně měla doména .arpa sloužit pouze jako dočasný prostředek při zavádění systému DNS. Názvy počítačů před zavedením tohoto systému neobsahovaly označení domény, při přechodu byly formálně zařazeny do domény .arpa (podle tehdejšího názvu sítě – ARPANET), ze které se postupně přeřazovaly do odpovídajících domén.
Kromě tohoto dočasného účelu se ovšem tato doména používala pro zpětný překlad IP adres na doménové jméno. Například žádost o zjištění doménového jména, které odpovídá IP adrese 10.11.12.13, by formálně vypadala jako dotaz na PTR záznam pro doménu 13.12.11.10.in-addr.arpa. Z tohoto důvodu nebyla .arpa ihned po dokončení přechodu zrušena, ovšem v minulosti se plánovalo, že podobné systémové databáze budou nadále vznikat v doméně .int a .arpa bude zrušena výhledově. V květnu roku 2000 však byl tento plán opuštěn a bylo naopak rozhodnuto, že všechny infrastrukturní záznamy se budou uchovávat v doméně .arpa, doména .int bude sloužit pouze pro mezinárodní organizace. V souladu s tímto účelem nyní název neoznačuje organizaci DARPA, ale je zkratkou pro Address and Routing Parameter Area (oblast pro parametry adresování a směrování).